# Petr Kop
Petr Kop   (Praga, 15 de febrer de 1937 - Praga, 27 de gener de 2017) fou un jugador i posterior entrenador de voleibol txec que va competir sota bandera txecoslovaca durant la dècada de 1960.
El 1964 va prendre part en els Jocs Olímpics de Tòquio, on guanyà la medalla de plata en la competició de voleibol. Quatre anys més tard, als Jocs de Ciutat de Mèxic, guanyà la medalla de bronze en la mateixa competició. En el seu palmarès també destaquen una medalla d'or (1966) i una de plata (1962) al Campionat del Món de voleibol, i una de plata (1967) al Campionat d'Europa. A nivell de clubs, amb el RH Praga, guanyà la lliga txecoslovaca de 1966 i 1972. Posteriorment va exercir d'entrenador en diversos equips txecs i belgues.